# Nati nel 1931/Settembre
| Questa pagina contiene informazioni ricavate automaticamente dalle voci biografiche con l'ausilio del template Bio e di un bot. L'aggiornamento è periodico e automatico e ricostruisce completamente la pagina. Se manca una persona in questa lista, sei pregato di non aggiungerla, ma accertati piuttosto che la sua voce biografica contenga il template Bio e che i dati anagrafici siano correttamente compilati. Se il template Bio manca, inseriscilo tu stesso o, in alternativa, metti l'avviso {{tmp\|Bio}} che ne segnala la mancanza. Se i dati riportati sono sbagliati, correggi direttamente la voce biografica; le modifiche saranno visibili in questa lista entro pochi giorni. Per chiarimenti vedi il progetto biografie. La lista contiene solo le 174 persone che sono citate nell'enciclopedia e per le quali è stato implementato correttamente il template Bio. Pagina aggiornata al 10 giu 2025. |

- 1º settembre - Barbara Czopek, cestista polacca († 1993)
- 1º settembre - Zdeněk Doležal, ex pattinatore artistico su ghiaccio cecoslovacco
- 1º settembre - Sandra Mondaini, attrice, conduttrice televisiva e cantante italiana († 2010)
- 1º settembre - Alberto Monticone, politico, storico e saggista italiano
- 1º settembre - Jan Ørke, calciatore norvegese († 2024)
- 1º settembre - Arturo Pomar, scacchista spagnolo († 2016)
- 1º settembre - Michael Rabin, informatico israeliano
- 1º settembre - Javier Solís, cantante e attore messicano († 1966)
- 2 settembre - Wim Anderiesen Jr., calciatore olandese († 2017)
- 2 settembre - Bruno Contrada, poliziotto e agente segreto italiano
- 2 settembre - Michael Dante, attore statunitense
- 2 settembre - Clifford Jordan, sassofonista statunitense († 1993)
- 2 settembre - Juan Carlos Scannone, presbitero e teologo argentino († 2019)
- 2 settembre - Alan K. Simpson, politico statunitense († 2025)
- 3 settembre - Samir Amin, economista, politologo e attivista egiziano († 2018)
- 3 settembre - Donato Castellaneta, attore italiano († 2014)
- 3 settembre - Albert DeSalvo, serial killer statunitense († 1973)
- 3 settembre - Michael E. Fisher, fisico britannico († 2021)
- 3 settembre - Paulo Maluf, imprenditore, ingegnere e politico brasiliano
- 3 settembre - Dick Motta, allenatore di pallacanestro e dirigente sportivo statunitense
- 3 settembre - Guy Spitaels, politico belga († 2012)
- 4 settembre - Antoine Bonifaci, calciatore francese († 2021)
- 4 settembre - Anthony de Mello, gesuita, scrittore e psicoterapeuta indiano († 1987)
- 4 settembre - Mitzi Gaynor, attrice, ballerina e cantante statunitense († 2024)
- 4 settembre - Rupert Hollaus, pilota motociclistico austriaco († 1954)
- 4 settembre - Roberto Parisi, imprenditore italiano († 1985)
- 4 settembre - Cecilia Zupancich, ex cestista italiana
- 5 settembre - Wolfgang Demtröder, fisico tedesco
- 5 settembre - Virgil Gonsalves, sassofonista statunitense († 2008)
- 5 settembre - Pino Leccisi, politico e avvocato italiano († 1998)
- 5 settembre - Edoardo Longarini, imprenditore e dirigente sportivo italiano († 2020)
- 5 settembre - Moshé Mizrahi, regista e sceneggiatore israeliano († 2018)
- 5 settembre - Miguel Pacheco, ciclista su strada spagnolo († 2018)
- 6 settembre - Sander Levin, politico e avvocato statunitense
- 6 settembre - Bassano Staffieri, vescovo cattolico italiano († 2018)
- 7 settembre - Mario Galli, micologo italiano († 1981)
- 7 settembre - Ken McIntyre, musicista statunitense († 2001)
- 7 settembre - Josep Lluís Núñez, dirigente sportivo spagnolo († 2018)
- 7 settembre - Rudolf Schlegelmilch, fisico e paleontologo tedesco († 2018)
- 8 settembre - Marion Brown, sassofonista statunitense († 2010)
- 8 settembre - Rica Pereno, cantante italiana († 2004)
- 8 settembre - Joseph Theuns, ciclista su strada belga († 1992)
- 9 settembre - Ruggero De Daninos, attore italiano († 2000)
- 9 settembre - Barbara Florian, attrice svedese
- 9 settembre - Zoltán Latinovits, attore ungherese († 1976)
- 9 settembre - Margaret Tyzack, attrice britannica († 2011)
- 9 settembre - Keith Whitehead, pallanuotista australiano († 1980)
- 10 settembre - Isabel Colegate, scrittrice britannica († 2023)
- 10 settembre - Philip Baker Hall, attore statunitense († 2022)
- 10 settembre - Norman Morrice, ballerino, coreografo e direttore artistico britannico († 2008)
- 11 settembre - Carla Astolfi, attrice italiana († 2017)
- 11 settembre - Vincent Malone, vescovo cattolico britannico († 2020)
- 12 settembre - Gerardo Bianco, politico e latinista italiano († 2022)
- 12 settembre - Ġużi Bonnici, calciatore maltese († 2000)
- 12 settembre - Fernando Charrier, vescovo cattolico italiano († 2011)
- 12 settembre - Ian Holm, attore britannico († 2020)
- 12 settembre - George Jones, cantautore e musicista statunitense († 2013)
- 12 settembre - Giuseppe Lomazzi, cestista italiano († 2012)
- 12 settembre - Bill McKinney, attore statunitense († 2011)
- 12 settembre - Sandro Petrucci, giornalista italiano († 2001)
- 12 settembre - Silvia Pinal, attrice e produttrice televisiva messicana († 2024)
- 12 settembre - Roger Planchon, regista e drammaturgo francese († 2009)
- 13 settembre - Lucio Amelio, gallerista italiano († 1994)
- 13 settembre - Barbara Bain, attrice, regista teatrale e ex modella statunitense
- 13 settembre - Robert Bédard, ex tennista canadese
- 13 settembre - Saturnino Braga, politico e ingegnere brasiliano († 2024)
- 13 settembre - Marjorie Jackson, politica e ex velocista australiana
- 13 settembre - Adrienne Kennedy, drammaturga statunitense
- 13 settembre - Mário Torres, calciatore portoghese († 2020)
- 13 settembre - Yōji Yamada, regista e sceneggiatore giapponese
- 14 settembre - Rino Avesani, filologo e paleografo italiano († 2023)
- 14 settembre - Gib Ford, cestista statunitense († 2017)
- 14 settembre - Alain Cavalier, regista, sceneggiatore e direttore della fotografia francese
- 14 settembre - Ivan Klíma, scrittore ceco
- 14 settembre - Maria Musso, velocista, ostacolista e multiplista italiana († 2024)
- 14 settembre - Staffan Stockenberg, tennista svedese († 2019)
- 15 settembre - Alfredo Beni, militare italiano († 1977)
- 15 settembre - Jac Holzman, imprenditore statunitense
- 15 settembre - Lincoln Hurring, nuotatore neozelandese († 1993)
- 15 settembre - Maria Kowalówka, cestista polacca († 2021)
- 15 settembre - Walter Marciano, calciatore brasiliano († 1961)
- 15 settembre - Rufina Nifontova, attrice sovietica († 1994)
- 15 settembre - José Pereira, ex calciatore portoghese
- 16 settembre - Matilda Cuomo, avvocato e attivista statunitense
- 16 settembre - Irene Galter, attrice italiana († 2018)
- 16 settembre - Jan Johansson, musicista svedese († 1968)
- 16 settembre - Zdeňka Kopanicová, cestista cecoslovacca († 2015)
- 16 settembre - Werner Lueg, mezzofondista tedesco († 2014)
- 16 settembre - Sergio Morin, calciatore e velista italiano († 2010)
- 16 settembre - George Sudarshan, fisico indiano († 2018)
- 17 settembre - Anne Bancroft, attrice statunitense († 2005)
- 17 settembre - Ivo Baueršíma, astronomo cecoslovacco
- 17 settembre - Jean-Claude Carrière, sceneggiatore, scrittore e attore francese († 2021)
- 17 settembre - Ivano Davoli, attore e giornalista italiano († 2010)
- 17 settembre - Maria Grazia Francia, attrice italiana († 2021)
- 17 settembre - Sergio Pezzati, politico italiano († 2015)
- 17 settembre - Siamak Pourzand, giornalista e critico cinematografico iraniano († 2011)
- 18 settembre - Julio Grondona, dirigente sportivo argentino († 2014)
- 19 settembre - Göran Abrahamsson, schermidore svedese († 2018)
- 19 settembre - Brook Benton, cantautore statunitense († 1988)
- 19 settembre - Basilio Cabas, calciatore italiano († 1995)
- 19 settembre - Ray Danton, attore e regista statunitense († 1992)
- 19 settembre - Václav Hovorka, calciatore cecoslovacco († 1996)
- 19 settembre - Márta Mészáros, regista ungherese
- 19 settembre - Hiroto Muraoka, calciatore giapponese († 2017)
- 19 settembre - Massimo Scaglione, regista e politico italiano († 2015)
- 20 settembre - Jan Bochenek, sollevatore polacco († 2011)
- 20 settembre - Franco Cesana, partigiano italiano († 1944)
- 20 settembre - Lellia Cracco Ruggini, storica italiana († 2021)
- 20 settembre - Haya Harareet, attrice e sceneggiatrice israeliana († 2021)
- 20 settembre - Stephan Ross, psicologo, insegnante e scrittore polacco († 2020)
- 20 settembre - Luciano Sassi, allenatore di calcio e calciatore italiano († 2011)
- 21 settembre - Dick Atha, cestista statunitense († 2020)
- 21 settembre - Alessandro Carri, politico italiano
- 21 settembre - Osvaldo De Micheli, giornalista e sceneggiatore italiano
- 21 settembre - Efigenio Ameijeiras Delgado, rivoluzionario e generale cubano († 2020)
- 21 settembre - Larry Hagman, attore statunitense († 2012)
- 21 settembre - Oscar Hugh Lipscomb, arcivescovo cattolico statunitense († 2020)
- 21 settembre - Syukuro Manabe, climatologo e fisico giapponese
- 21 settembre - Müzahir Sille, lottatore turco († 2016)
- 21 settembre - José María Silvero, allenatore di calcio e calciatore argentino († 2010)
- 21 settembre - Ivan Toplak, calciatore e allenatore di calcio jugoslavo († 2021)
- 22 settembre - Evelina Borea, storica dell'arte italiana
- 22 settembre - Ernst Degner, pilota motociclistico tedesco († 1983)
- 22 settembre - Colin Graham, direttore artistico e regista teatrale britannico († 2007)
- 22 settembre - Isidore Mankofsky, direttore della fotografia statunitense († 2021)
- 22 settembre - Nello Santi, direttore d'orchestra italiano († 2020)
- 22 settembre - Fay Weldon, scrittrice, drammaturga e saggista britannica († 2023)
- 22 settembre - George Younger, IV visconte Younger di Leckie, politico e banchiere scozzese († 2003)
- 23 settembre - Ignatius Kutu Acheamphong, politico e generale ghanese († 1979)
- 23 settembre - William Andre, pentatleta statunitense († 2019)
- 23 settembre - Dean Kelley, cestista statunitense († 1996)
- 23 settembre - Tony Scala, cantante italiano († 2012)
- 24 settembre - Alberto Anchart, attore argentino († 2011)
- 24 settembre - Bruce Baillie, regista statunitense († 2020)
- 24 settembre - Raf Baldassarre, attore italiano († 1995)
- 24 settembre - Cardiss Collins, politica statunitense († 2013)
- 24 settembre - Luciano Farinelli, anarchico e pubblicista italiano († 1995)
- 24 settembre - Brian Glanville, scrittore e giornalista britannico († 2025)
- 24 settembre - Medardo Joseph Mazombwe, cardinale e arcivescovo cattolico zambiano († 2013)
- 24 settembre - Mark Midler, schermidore sovietico († 2012)
- 24 settembre - Anthony Newley, attore e cantautore inglese († 1999)
- 24 settembre - Mike Parkes, pilota automobilistico inglese († 1977)
- 25 settembre - Francesco Chiesa, ex calciatore svizzero
- 26 settembre - Stanislas Dombeck, calciatore francese († 2013)
- 26 settembre - George Glasgow, cestista, calciatore e allenatore di calcio statunitense († 2013)
- 26 settembre - Robert Haillet, tennista francese († 2011)
- 26 settembre - Joseph Hubert Hart, vescovo cattolico statunitense († 2023)
- 26 settembre - Piero Pierobon, calciatore italiano († 2010)
- 26 settembre - Gerhard Wehr, teologo tedesco († 2015)
- 27 settembre - Giovanni Colombo, ex calciatore italiano
- 27 settembre - Alan Fletcher, designer inglese († 2006)
- 27 settembre - Freddy Quinn, cantante e attore austriaco
- 28 settembre - Ėmma Efimova, schermitrice sovietica († 2004)
- 28 settembre - John Gilmore, sassofonista statunitense († 1995)
- 28 settembre - Salvatore Notarrigo, fisico italiano († 1998)
- 28 settembre - Marjorie Perloff, critica letteraria e anglista austriaca († 2024)
- 29 settembre - Eddie Barth, attore statunitense († 2010)
- 29 settembre - Italo Becchetti, politico italiano († 1993)
- 29 settembre - Silvana Blasi, attrice italiana († 2017)
- 29 settembre - James Cronin, fisico statunitense († 2016)
- 29 settembre - Anita Ekberg, attrice svedese († 2015)
- 29 settembre - Miguel Juárez, allenatore di calcio e calciatore argentino († 1982)
- 29 settembre - Joseph McDade, politico statunitense († 2017)
- 29 settembre - Kendall Sheets, cestista statunitense († 2018)
- 30 settembre - Rafael Barretto, cestista filippino († 1999)
- 30 settembre - Milko Bobocov, scacchista bulgaro († 2000)
- 30 settembre - Giuseppe Calò, mafioso italiano
- 30 settembre - Angie Dickinson, attrice statunitense
- 30 settembre - Franciszek Gąsienica Groń, combinatista nordico polacco († 2014)
- 30 settembre - Horst Klauck, calciatore tedesco († 1985)
- 30 settembre - Italo Rizzi, direttore d'orchestra e violoncellista italiano
- 30 settembre - Vladimiro Tomasi, pittore italiano († 2011)
- 30 settembre - Nil Tun Maung, sollevatore birmano († 2024)